# Focaccia
La focaccia è un pane basso, composto da un impasto di farina, acqua, sale e lievito che può essere cotto sia al forno che alla brace.

## Etimologia
La parola deriva dal tardo latino “focus” che richiama la cottura nel focolare. In latino veniva chiamata “focacia”, femminile di “focacius”. Spesso con la parola focaccia ci si riferisce a tutte le sue varianti ma si indica soprattutto la focaccia genovese. Fugassa è il termine in ligure. Secondo Fiorenzo Toso, linguista moderno e autore del "Piccolo dizionario ligure", la parola appare per la prima volta in un documento scritto nel 1300.

## Differenze tra pizza e focaccia
Sebbene nel linguaggio comune si tenda a equiparare pizza e focaccia, in quanto molto simili, nella sostanza vi sono differenze nelle due preparazioni.
Non esiste comunque alcun disciplinare di produzione della pizza comunemente definita, così come della focaccia.
La principale differenza tra i due prodotti sta nell'impasto. La pizza ha un'idratazione al 50% o 60%, farina 00, sale e acqua. La focaccia ha un'idratazione più alta (si parte dal 65%), l'impasto prevede l'aggiunta dell'olio e una percentuale maggiore di lievito. L'aggiunta del lievito madre è presente nelle focacce, ma non nella pizza classica, anche se l'uso del lievito è oggi consigliato nelle pizze in teglia.
Anche i tempi di lievitazione sono differenti: la pizza matura in una ciotola coperta da un canovaccio per almeno 48 ore, mentre la focaccia matura in un tempo minore direttamente nella teglia. Per quel che riguarda la cottura, per la focaccia le temperature sono inferiori e i tempi prolungati; per la pizza, anche in teglia, le temperature sono più alte e quindi il tempo di cottura è minore.
La pizza è tipicamente più bassa ed è variamente condita, mentre la focaccia è tipicamente (anche se non necessariamente) più alta ed è bianca, in quanto è più simile a un pane "basso" ed è condita tipicamente a crudo una volta sfornata, oppure quando mancano pochi minuti dal termine della cottura.

## Focacce tipiche italiane
In Italia esistono molte varianti che differiscono nel procedimento di preparazione o negli ingredienti e condimenti, soprattutto in Liguria. Molti tipi di focacce sono inseriti tra i Prodotti agroalimentari tradizionali italiani di diverse regioni.
- Focaccia genovese, formata da una sorta di pane piatto condito con olio d'oliva e sale.
- Focaccia con le cipolle alla genovese è una variante della comune focaccia ligure
- Focaccia con il formaggio di Recco, due strati di pasta farciti con un misto di formaggio stracchino e cagliata ligure (prescinsêua)
- Piscialandrea, tipica delle zone dell’Imperiese.
- Focaccia dolce di Alessandria[9]
- Focaccia con l'uva, prodotta e consumata in varie regioni italiane, durante il periodo della vendemmia
- Focaccia di Susa, una focaccia dolce del Piemonte
- Focaccia novese, molto simile alla focaccia genovese
- Focaccia barese, prodotto tipico pugliese condito con pomodori freschi e olive
- Focaccia mantovana (Chisoela), preparata con farina, acqua, sale e sugna di maiale[10]
- Focaccia materana, condita con passata di pomodoro, olive e olio d'oliva, ma fatta in tante varianti
- Focaccia messinese, prodotto siciliano condito con scarola, pomodoro a pezzi, acciughe e formaggio
- Focaccia veneta, tipico dolce pasquale
- Carchiola, focaccia azzima tipica lucana cotta in camino.
- Crescente con il prosciutto, tipica dell'Emilia, in particolare di Bologna
- Crescia, focaccia diffusa nelle Marche e in Umbria
- Cuddura, focaccia diffusa in Puglia, Basilicata, Calabria, Sicilia e Sardegna
- Schiacciata toscana, più croccante di quella ligure.
- Strazzata, focaccia lucana con pepe.
- Vastedda, focaccia siciliana variamente condita.
- Fugassa, focaccia dei Tabarchini, variante della focaccia genovese - Carloforte, Isola di San Pietro (Sardegna).[11][12]
- Gnocco reggiano al forno (Reggio Emilia).[13]
- Piadina romagnola[14] focaccia fatta di farina impastata con acqua, sale e strutto, senza lievito o con bicarbonato o lievito chimico; nella zona di Rimini è diffuso un tipo molto più sottile, senza strutto e senza lievito.
- Spianata, diffusa in tutta la Romagna; alta e rettangolare o più bassa e tonda, con fossettine nelle quali si mettono fiocchetti di strutto, aghi di rosmarino e grani di sale grosso prima di infornare.[15][16][17] A Imola prende il nome di "piadina al forno" (piè inte foran), "piadina salata" (piè saleda)[18], "piadina lievitata", condita con rosmarino o senza.[19]

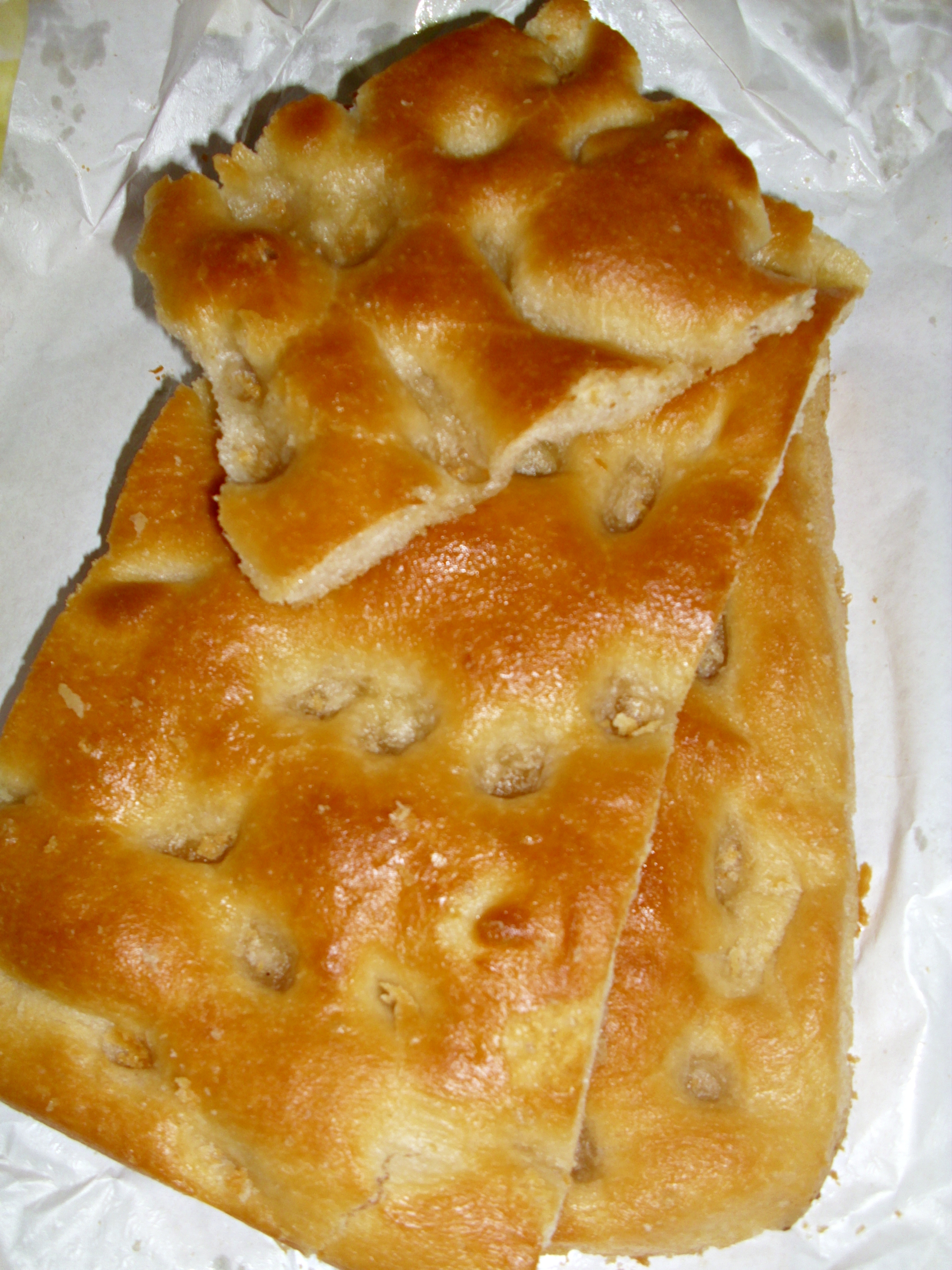
Focaccia genovese.
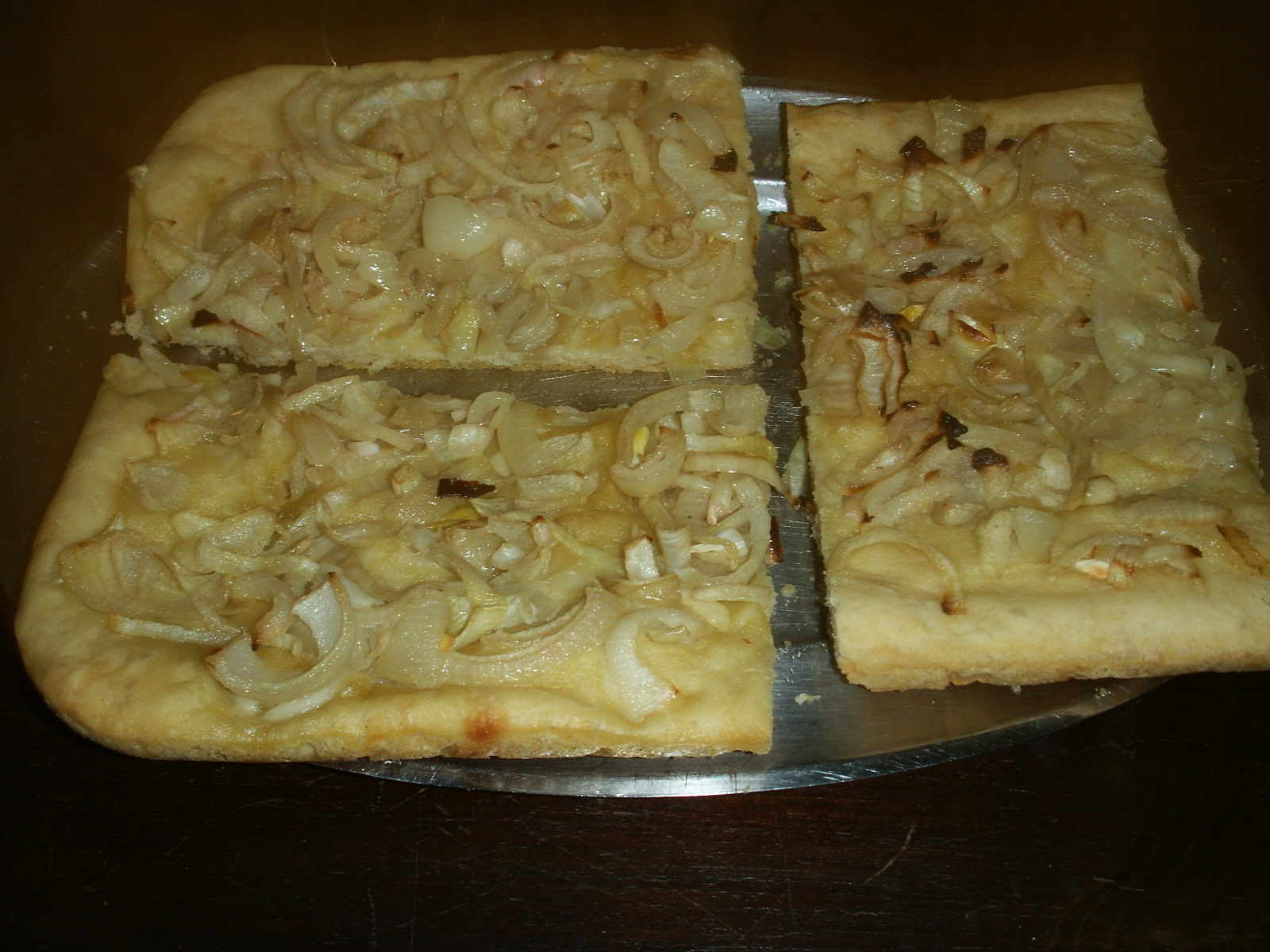
Focaccia con le cipolle.
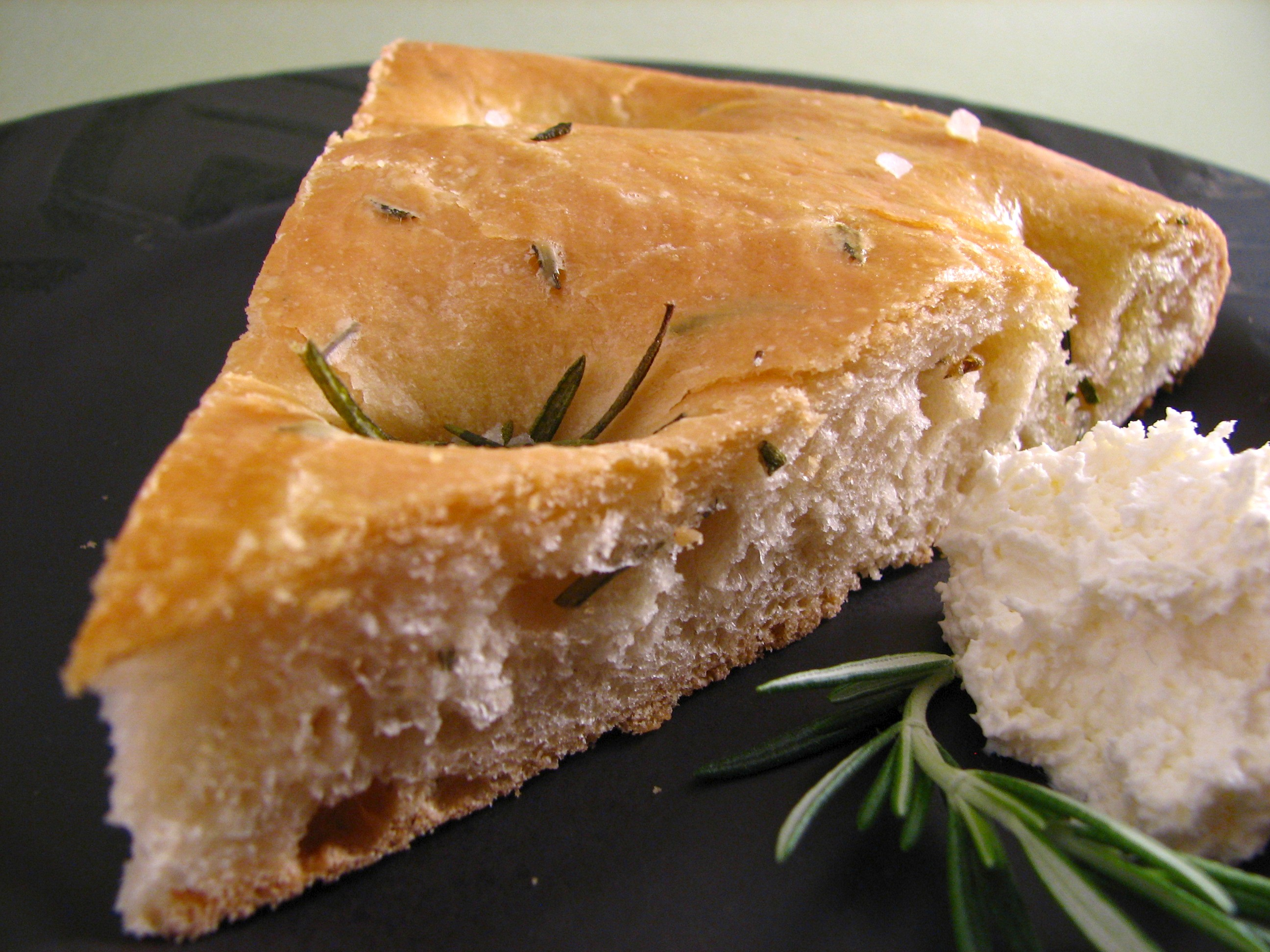
Con rosmarino.
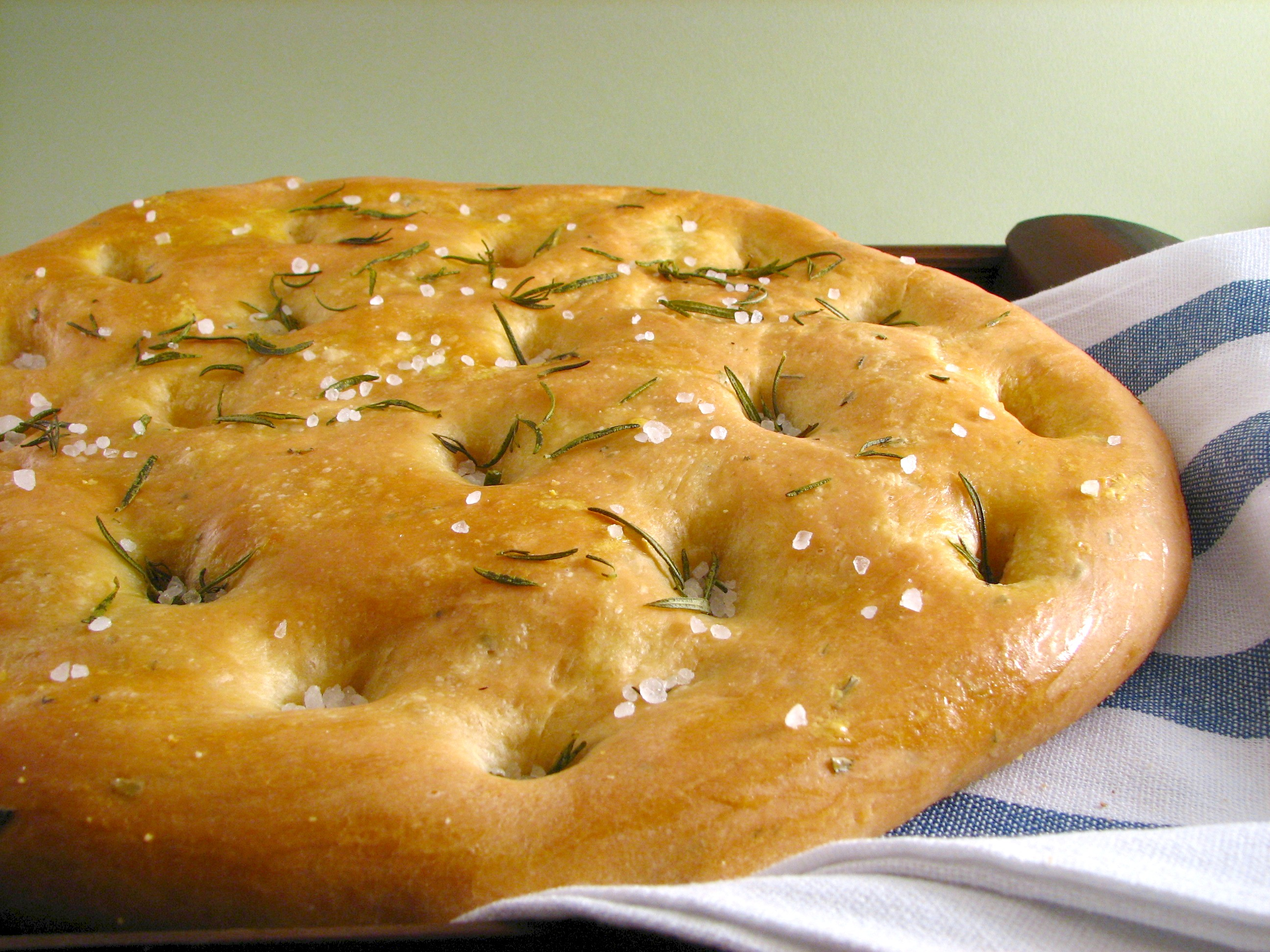
Con rosmarino e sale grosso.
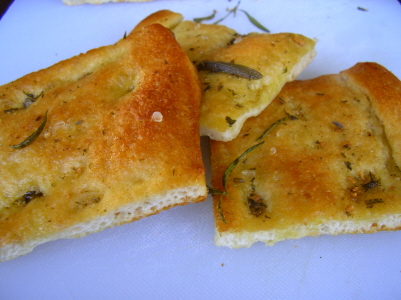
Focaccia sottile al rosmarino.
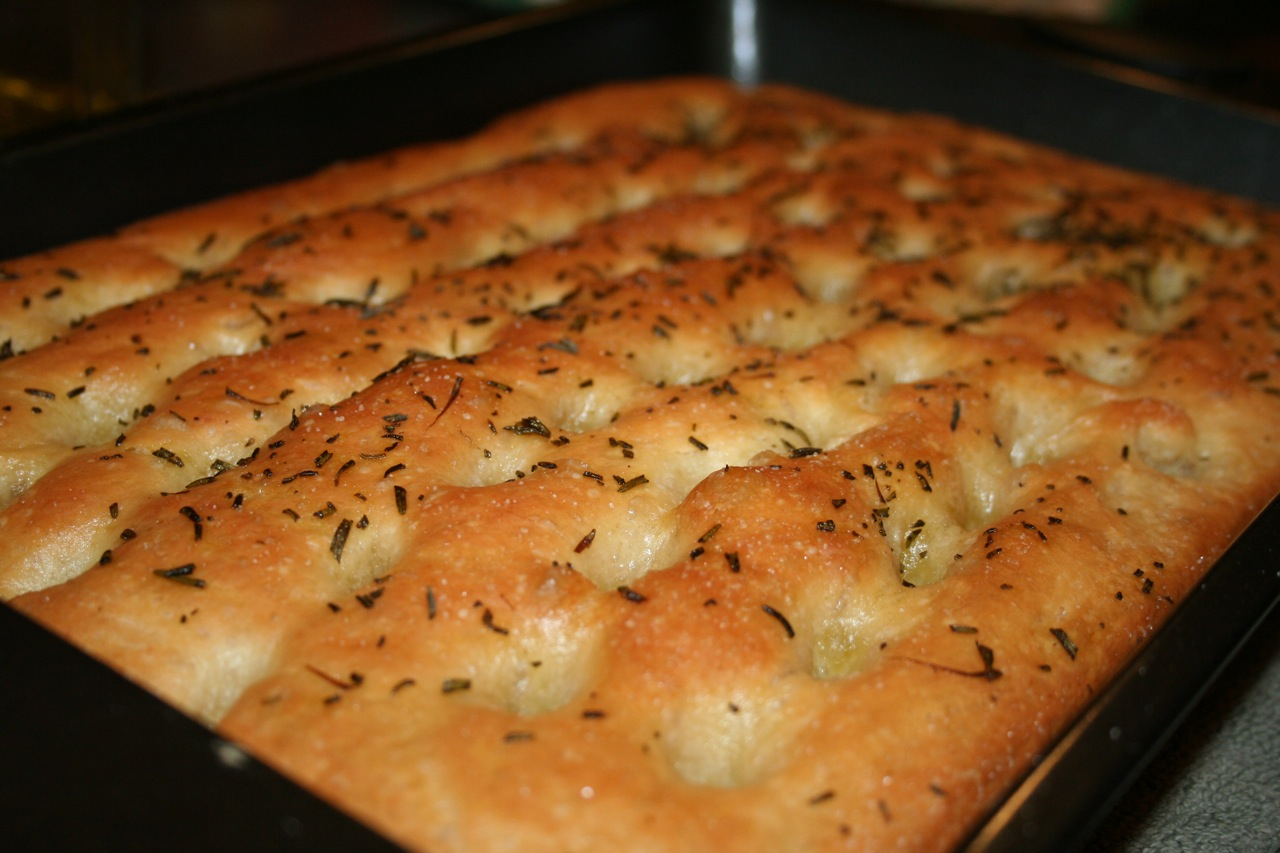
Con rosmarino.
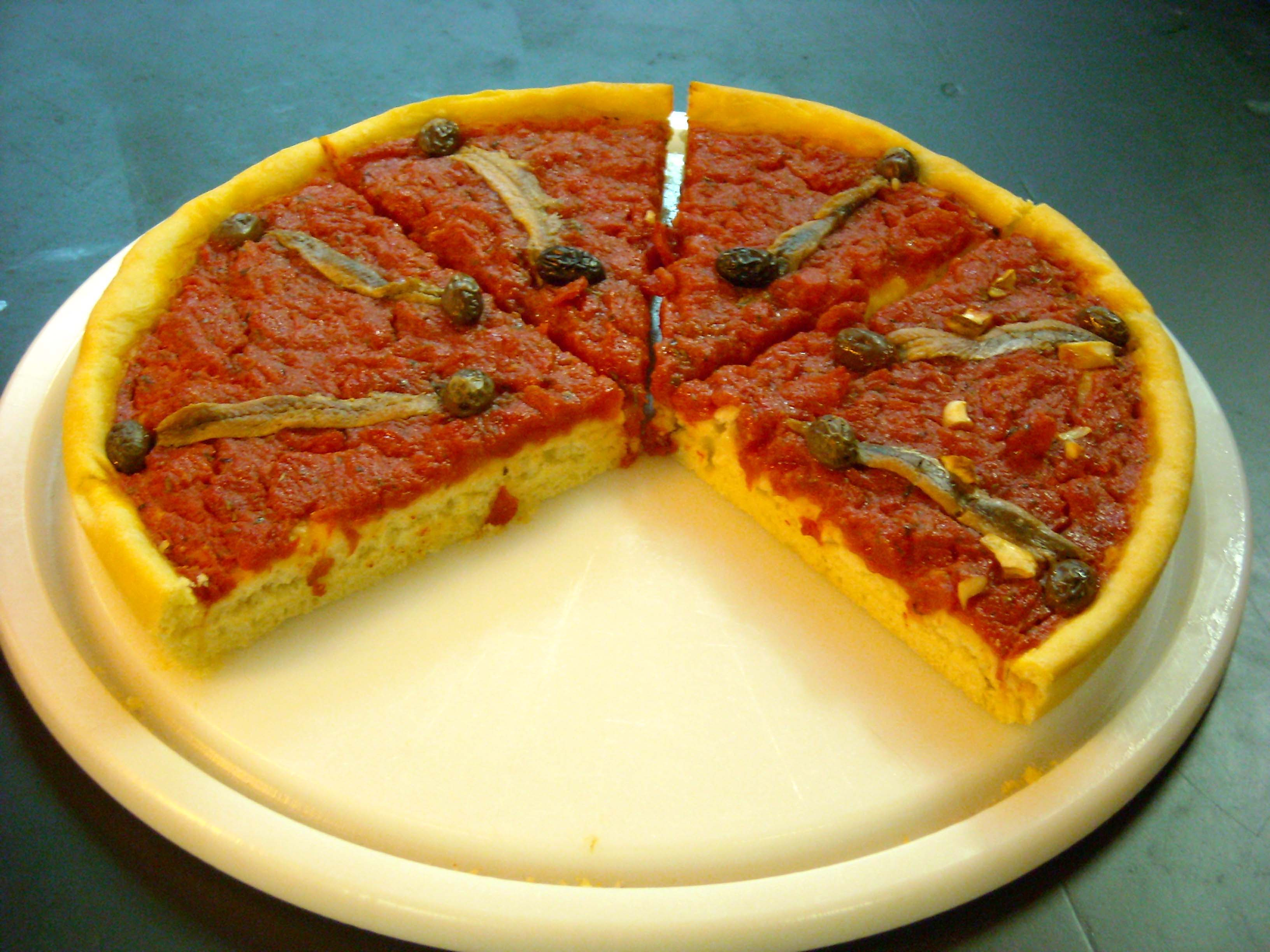
Pissalandrea di Imperia
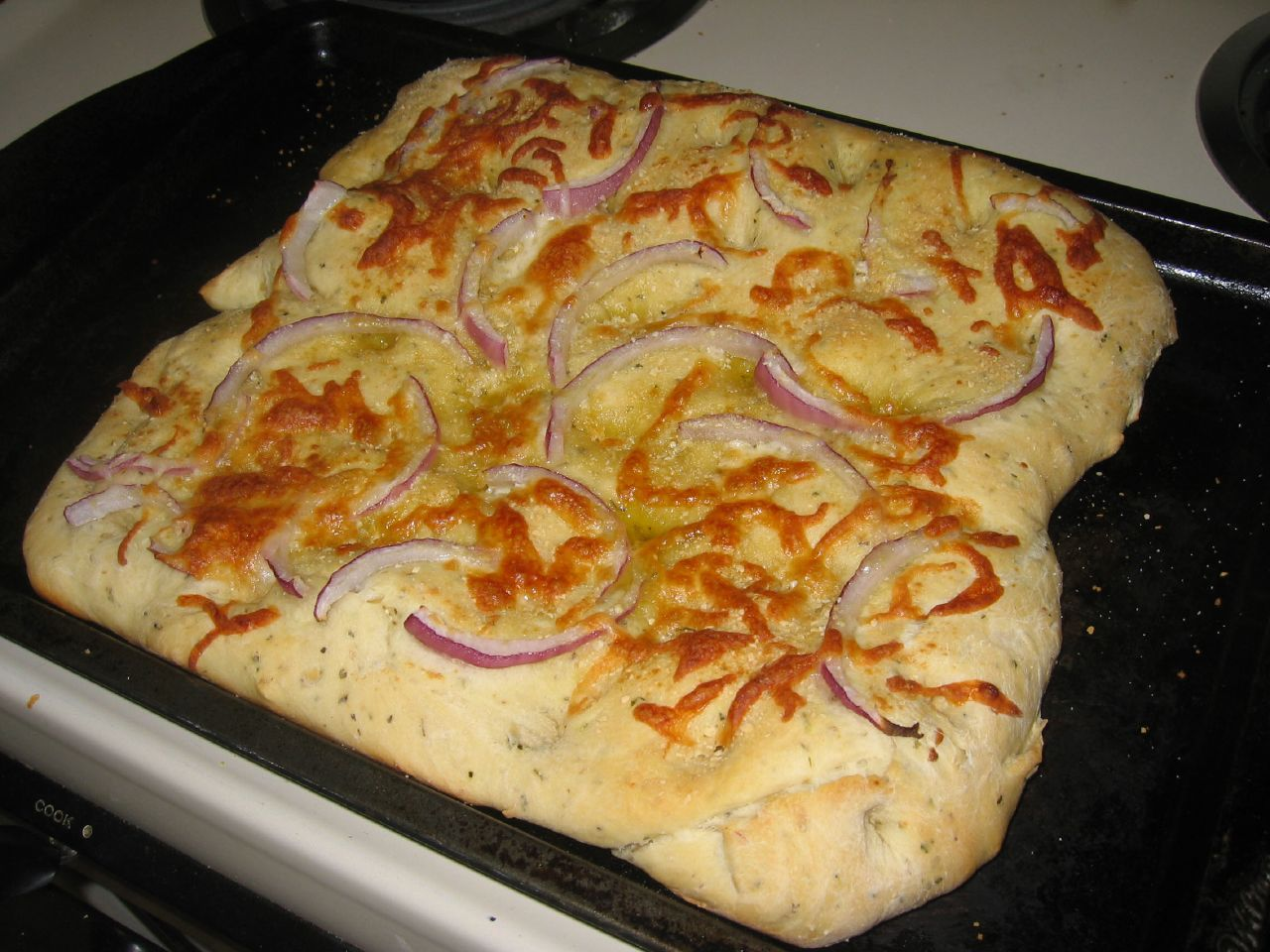
Con cipolle e formaggio.
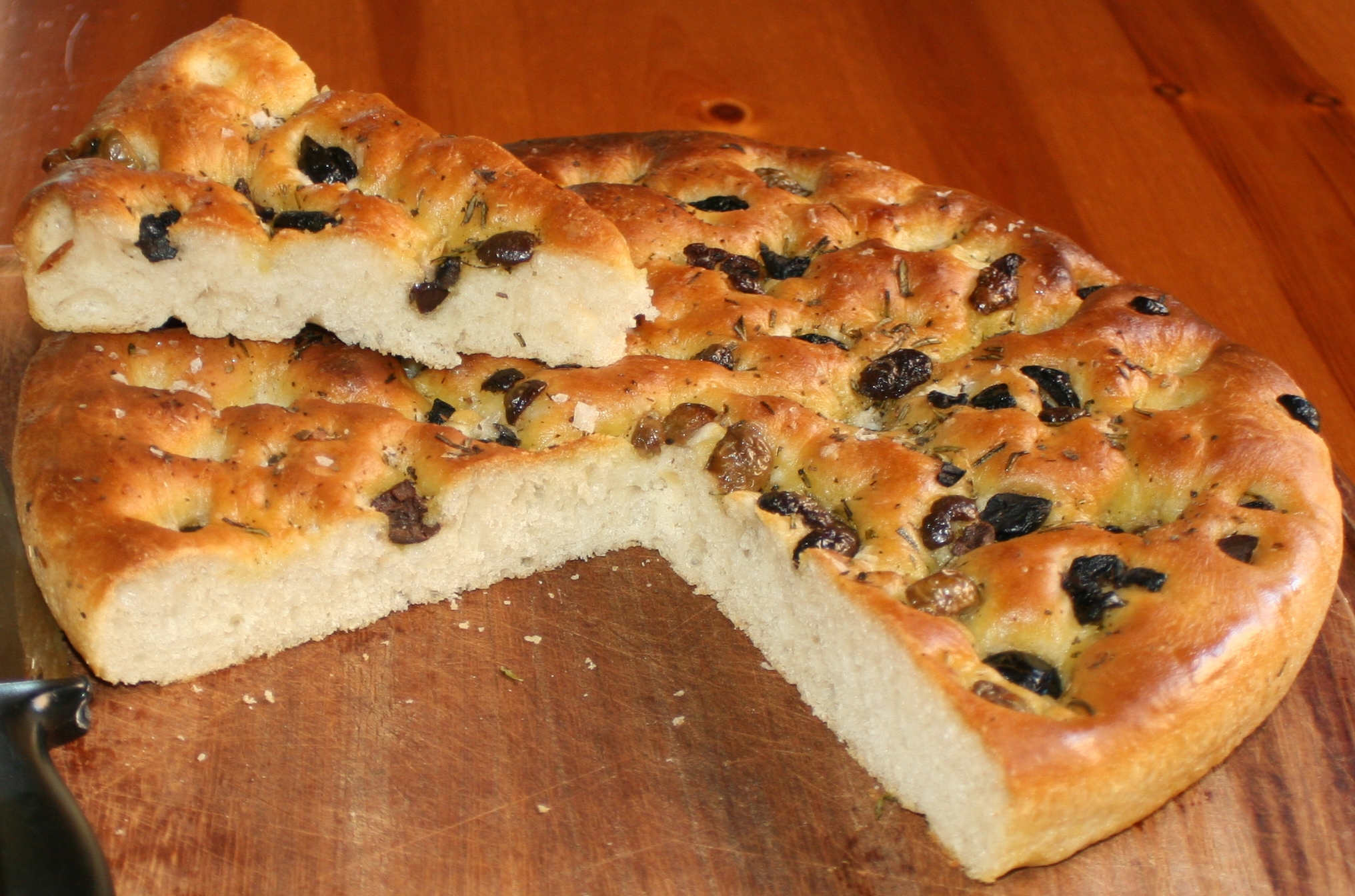
Alle erbe e olive nere.
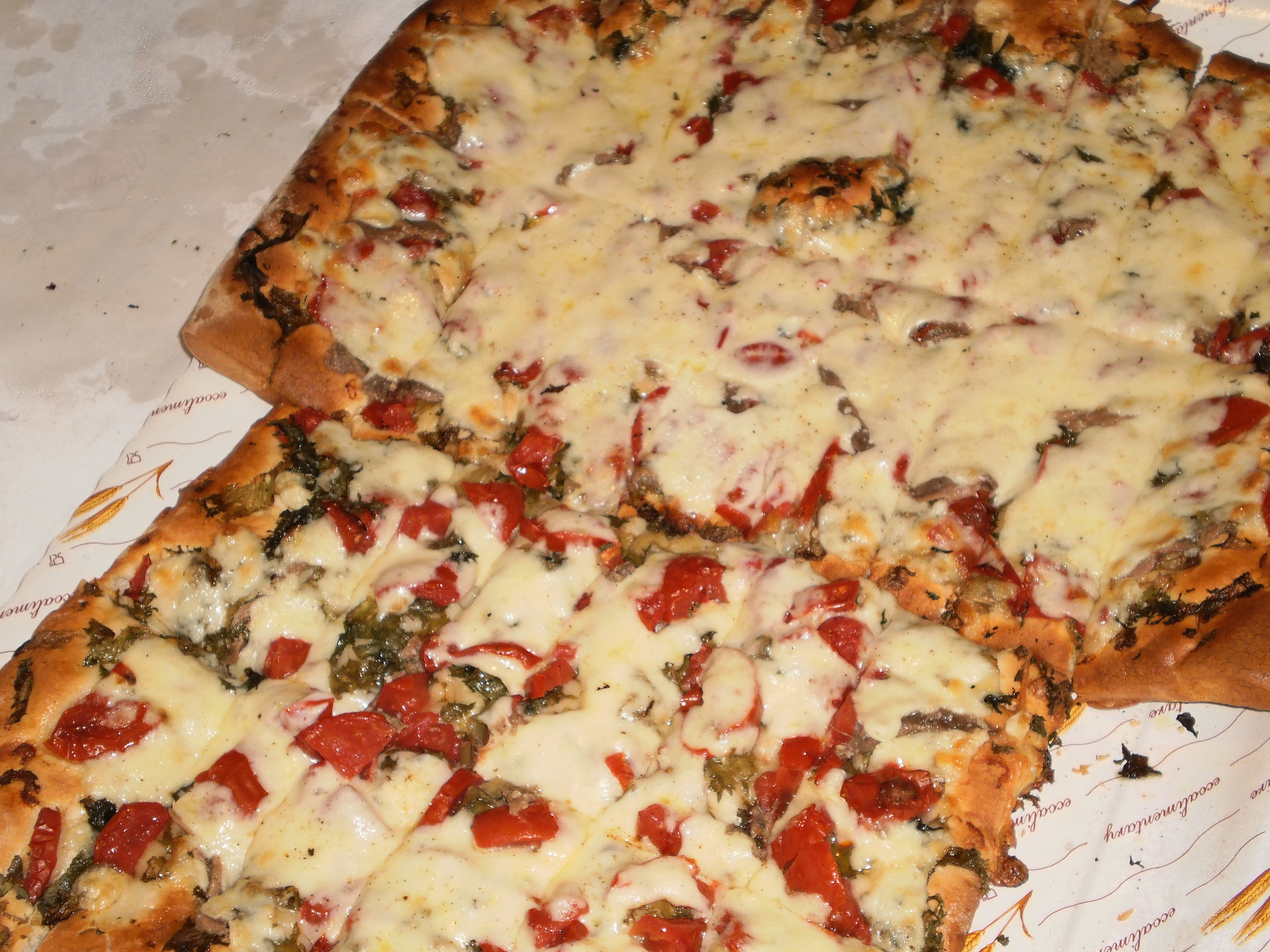
Focaccia tradizionale messinese.
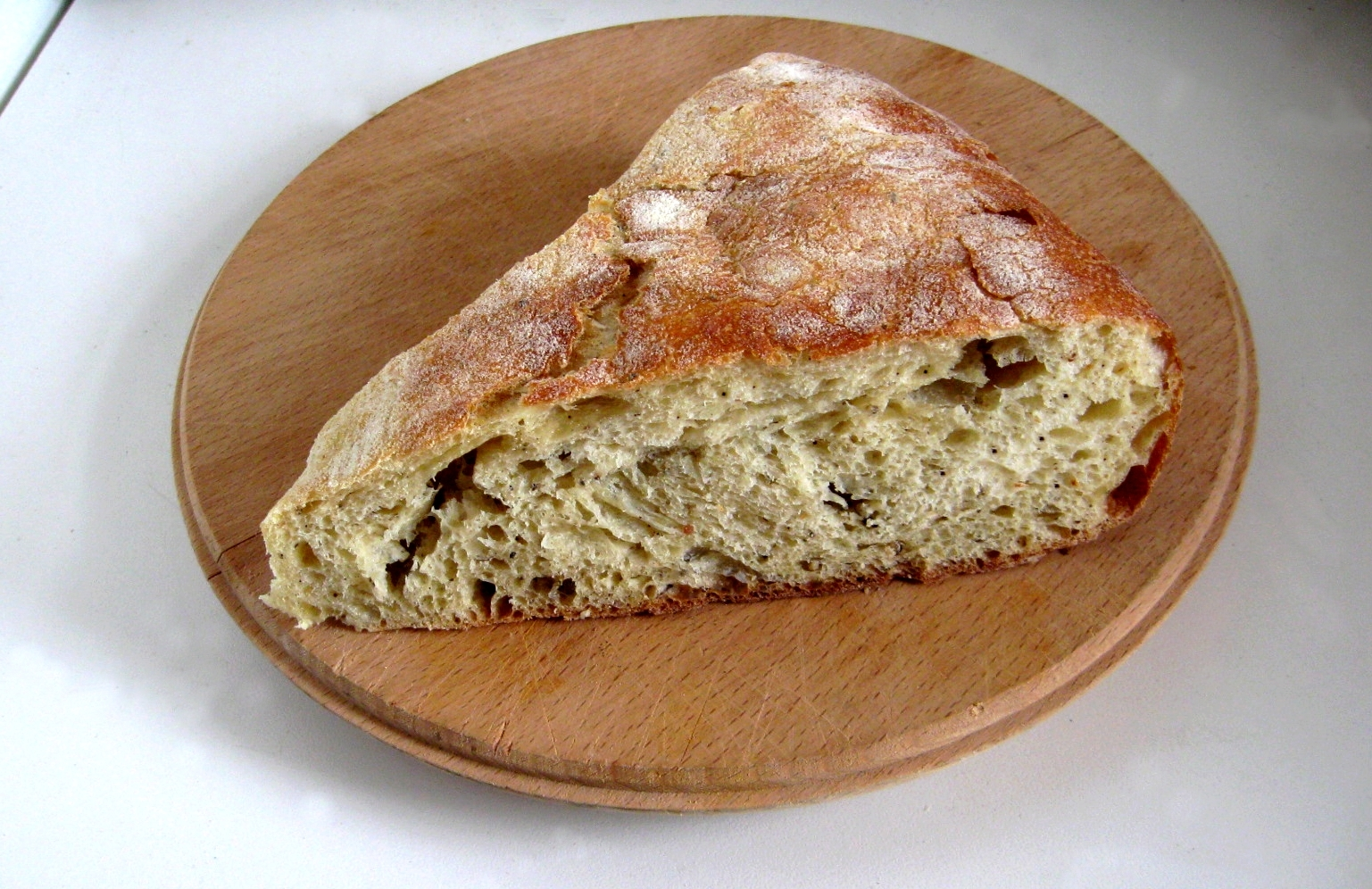
Strazzata lucana.
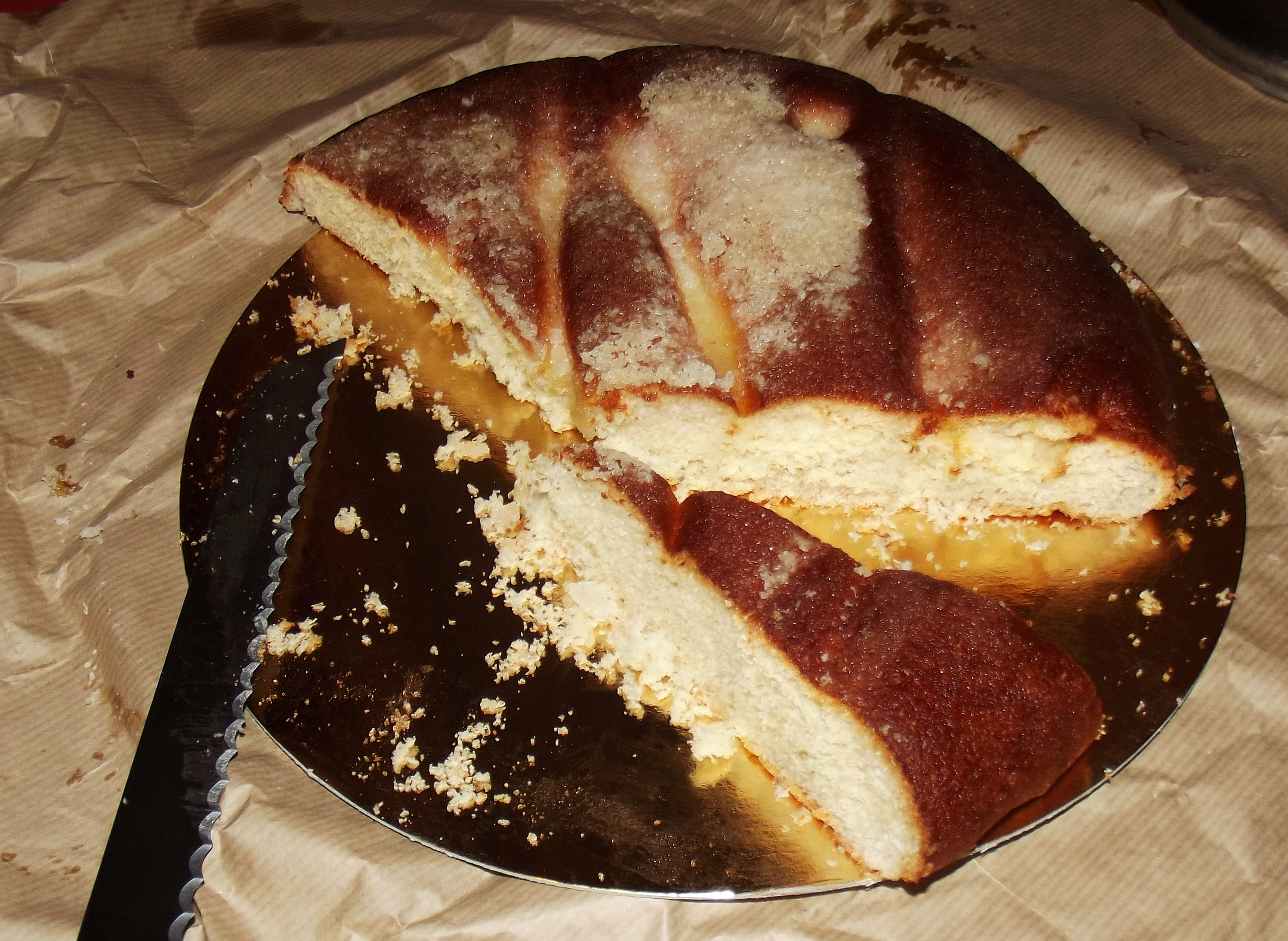
Focaccia di Susa (Val Susa).
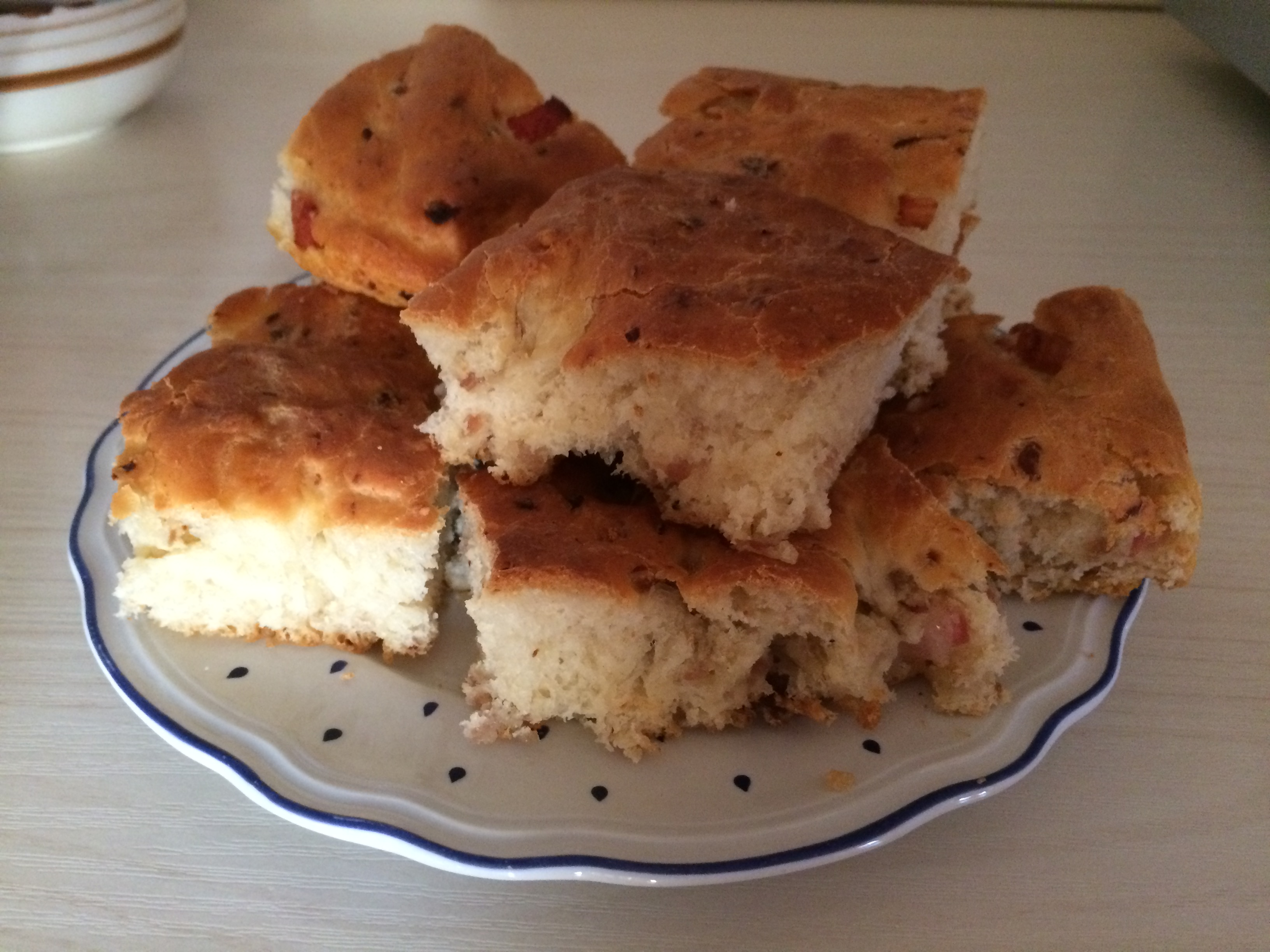
Crescente bolognese.

## Valori nutrizionali
La focaccia classica contiene per la maggior parte carboidrati, grassi e proteine. Sono presenti anche vitamine del gruppo B, ferro, magnesio, fosforo, potassio e sodio.